# Tallinn
Pour les articles ayant des titres homophones, voir Talin et Tálín.
Tallinn (prononcé en estonien : /ˈtɑlʲˑinˑ/) est la capitale de l’Estonie et le principal port du pays (port marchand de Muuga, port passager Vanasadam). Elle est située sur la côte du golfe de Finlande, qui fait partie de la mer Baltique. Son ancien nom, en usage jusqu’en décembre 1918, est Reval en allemand, ou Revel en russe, qu’on désignait alors en français sous la forme Réval.
Au 1er janvier 2024, la ville comptait environ 457 570 habitants (Tallinnois), ce qui en fait la plus grande ville d’Estonie, sur un territoire de 159,2 km2. Son statut de port marchand stratégique depuis la conquête de l'Estonie au Moyen Âge vaut progressivement à Tallinn de gagner en population et en influence politique. Elle est alors choisie comme capitale par les différentes puissances étrangères qui la conquièrent au fil des siècles, par opposition à Tartu, la principale ville intellectuelle et berceau de la culture nationale estonienne. Son statut de capitale est maintenu lors de l'indépendance de l'Estonie en 1920.

## Toponymie

### Étymologie
L'origine du nom Tallinn(a) semble estonienne, bien que l'étymologie du toponyme ne soit pas clairement établie. Peut-être s'agit-il de *Taani-linn(a) qui signifie « château (ou ville) danoise ». Cependant, c'est possiblement un ancien *tali-linna qui signifie « château (ou ville) d'hiver », ou encore *talu-linna pour « château (ou ville)-maison (ou ferme) ». L'élément -linna est parfois utilisé pour former des noms de lieu car il vient de l'estonien linnus qui signifie « fort » ou « forteresse ». Du fait de ce nom particulier, Tallinn est par ailleurs le seul nom de municipalité ou localité estonienne se terminant par une consonne.
Tallinna remplaça l'ancien nom allemand Reval (en russe Ревель) en 1918 ainsi que Rével en français, quand l'Estonie acquit son indépendance. Dans les années 1920, l'orthographe officielle du nom de la ville fut changé en Tallinn, ce qui est singulier, car les noms de lieux en estonien se terminent généralement par une voyelle (utilisation du génitif), même si les deux noms cohabitèrent un temps.

### Autres noms historiques
Le nom Reval, utilisé par les Allemands et les Suédois pour désigner Tallinn, trouve son origine au XIIIe siècle et provient du nom que portait le comté estonien adjacent, Rävala. On trouve d'autres noms anciens de Tallinn, notamment des variations autour du nom de Lindanise, par exemple Lyndanisse en danois, Lindanäs en suédois et Ledenets en vieux slave de l'est. Kesoniemi en finnois et Kolyvan (Колывань) en vieux slave de l'est sont aussi des anciens noms de Tallinn.

## Géographie

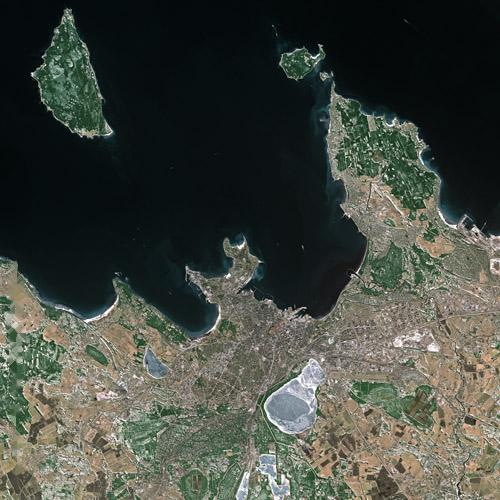
Tallinn vu par le satellite SPOT

### Situation
Tallinn est située sur la côte méridionale du golfe de Finlande, au nord-est de l'Estonie. La ville se trouve au fond de la baie de Tallinn. La longueur de la côte est de 46 km. Elle comprend les trois péninsules de Kopli, Paljassaare et Kakumäe.
Une falaise calcaire traverse la vieille ville, on peut la voir dans l'arrondissement de Lasnamäe et le quartier d'Astangu.
La colline de Toompea ne fait pas partie de la falaise.
Le point culminant de Tallinn, d'une altitude de  64 mètres, est situé à Hiiu dans le district de Nõmme, au sud-ouest de la ville.

### Lacs et rivières
Le plus grand lac de Tallinn est le lac Ülemiste (9,44 km2), c'est la source d'eau potable principale de la ville dans le système d'approvisionnement en eau de Tallinn.
Le lac Harku est le deuxième lac avec une superficie de 1,6 km2.
La ville est traversée à l'est par la rivière Pirita qui donne son nom au quartier de Pirita.

### Climat
Tallinn bénéficie d'un climat faiblement continental et doux pour une ville située à une latitude aussi septentrionale. La neige recouvre le sol en moyenne 100 jours par an. La hauteur de neige peut atteindre 59 cm au milieu de l'hiver (la valeur moyenne est de 18 cm en février).
- Température record la plus froide : −32,2 °C (décembre 1978)
- Température record la plus chaude : 32,3 °C (juillet 1936)
- Nombre moyen de jours avec de la neige dans l'année : 93
- Nombre moyen de jours de pluie dans l'année : 151
- Nombre moyen de jours avec de l'orage dans l'année : 16
- Nombre moyen de jours avec tempête de neige dans l'année : 22

| Mois                                  | jan.       | fév.       | mars       | avril     | mai       | juin      | jui.      | août      | sep.      | oct.       | nov.       | déc.       | année      |
| ------------------------------------- | ---------- | ---------- | ---------- | --------- | --------- | --------- | --------- | --------- | --------- | ---------- | ---------- | ---------- | ---------- |
| Température minimale moyenne (°C)     | −5,5       | −6,2       | −3,7       | 0,7       | 5,2       | 9,8       | 13,1      | 12,3      | 8,4       | 3,7        | −0,2       | −3,1       | 2,9        |
| Température moyenne (°C)              | −2,9       | −3,6       | −0,6       | 4,8       | 10,2      | 14,5      | 17,6      | 16,5      | 12        | 6,5        | 2          | −0,9       | 6,4        |
| Température maximale moyenne (°C)     | −0,7       | −1         | 2,8        | 9,5       | 15,4      | 19,2      | 22,2      | 21        | 16,1      | 9,5        | 4,1        | 1,2        | 9,9        |
| Record de froid (°C) date du record   | −31,4 1987 | −28,7 1985 | −24,5 1987 | −12 1998  | −5 1999   | 0 2009    | 4 1996    | 2,4 1984  | −4,1 1993 | −10,5 2002 | −18,8 1993 | −24,3 2002 | −31,4 1987 |
| Record de chaleur (°C) date du record | 9,2 2007   | 10,2 1990  | 15,9 2007  | 27,2 2000 | 31,4 2014 | 32,6 2021 | 34,3 1994 | 34,2 1992 | 28 1992   | 21,8 1981  | 13,7 2015  | 11,6 2015  | 34,3 1994  |
| Ensoleillement (h)                    | 29,7       | 58,8       | 148,4      | 217,3     | 306       | 294,3     | 312,1     | 255,6     | 162,3     | 88,3       | 29,1       | 20,7       | 1 922,7    |
| Précipitations (mm)                   | 56         | 40         | 37         | 35        | 37        | 68        | 82        | 85        | 58        | 78         | 66         | 59         | 700        |
| Nombre de jours avec précipitations   | 12         | 9          | 9          | 8         | 7         | 9         | 10        | 11        | 12        | 12         | 14         | 14         | 126        |
| Humidité relative (%)                 | 89         | 86         | 80         | 72        | 69        | 74        | 76        | 79        | 82        | 85         | 89         | 89         | 81         |

| Diagramme climatique                                  |          |           |          |           |           |            |          |           |          |           |           |
| J                                                     | F        | M         | A        | M         | J         | J          | A        | S         | O        | N         | D         |
| −0,7−5,556                                            | −1−6,240 | 2,8−3,737 | 9,50,735 | 15,45,237 | 19,29,868 | 22,213,182 | 2112,385 | 16,18,458 | 9,53,778 | 4,1−0,266 | 1,2−3,159 |
| Moyennes : • Temp. maxi et mini °C • Précipitation mm |          |           |          |           |           |            |          |           |          |           |           |

## Découpage administratif
La ville de Tallinn compte huit arrondissements :
| N° | Arrondissement | Superficie | Population (1er juin 2016) | Carte |
| -- | -------------- | ---------- | -------------------------- | ----- |
| 1. | Haabersti      | 18,6 km2   | 44 406                     |       |
| 2. | Centre-ville   | 28,0 km2   | 60 591                     |       |
| 3. | Kristiine      | 9,4 km2    | 32 636                     |       |
| 4. | Lasnamäe       | 30,0 km2   | 119 012                    |       |
| 5. | Mustamäe       | 8,0 km2    | 67 352                     |       |
| 6. | Nõmme          | 28,0 km2   | 39 394                     |       |
| 7. | Pirita         | 18,7 km2   | 18 150                     |       |
| 8. | Tallinn-Nord   | 17,3 km2   | 59 409                     |       |

Ces arrondissements (en estonien, Linnaosa), disposent chacun d'un maire d'arrondissement puisqu'un arrondissement correspond à une « municipalité d'arrondissement » (Linnaosa valitsus).

## Histoire

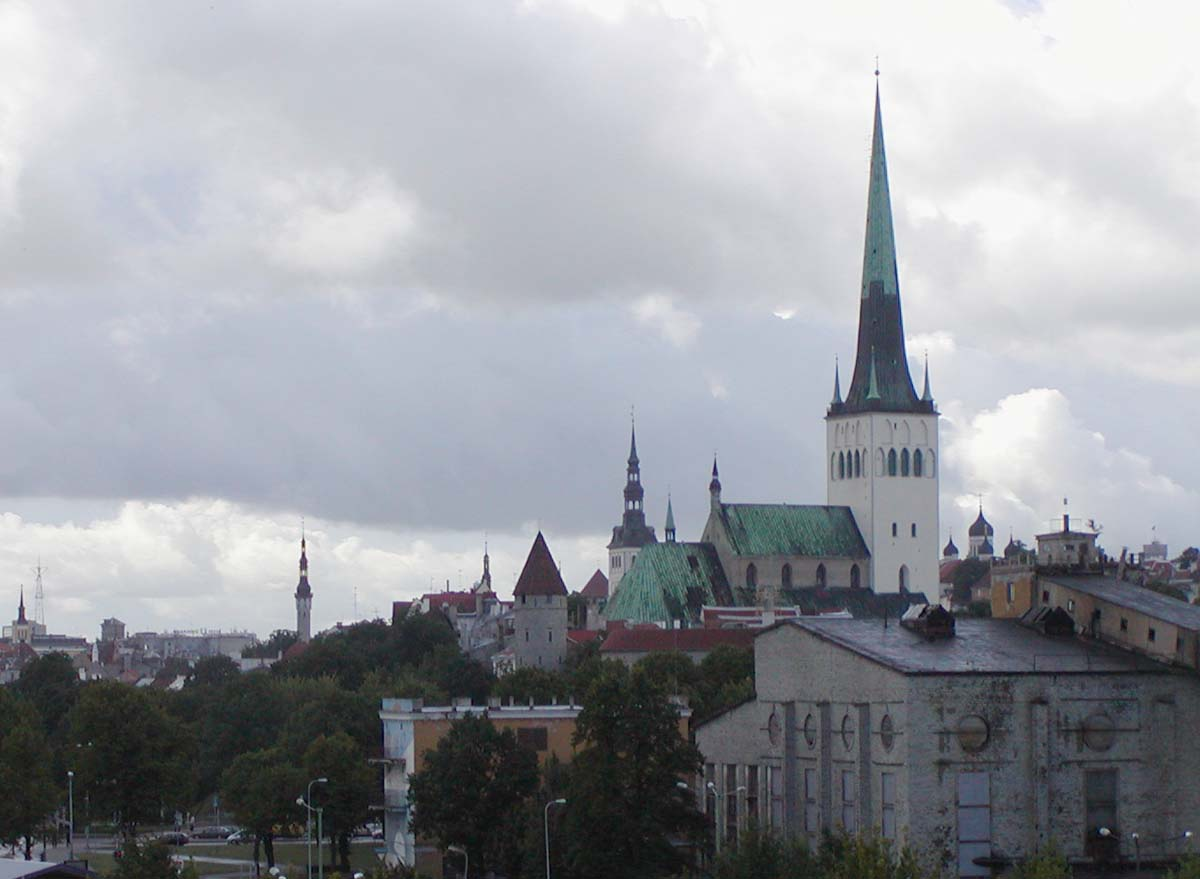
L’église Saint-Olaf de Tallinn

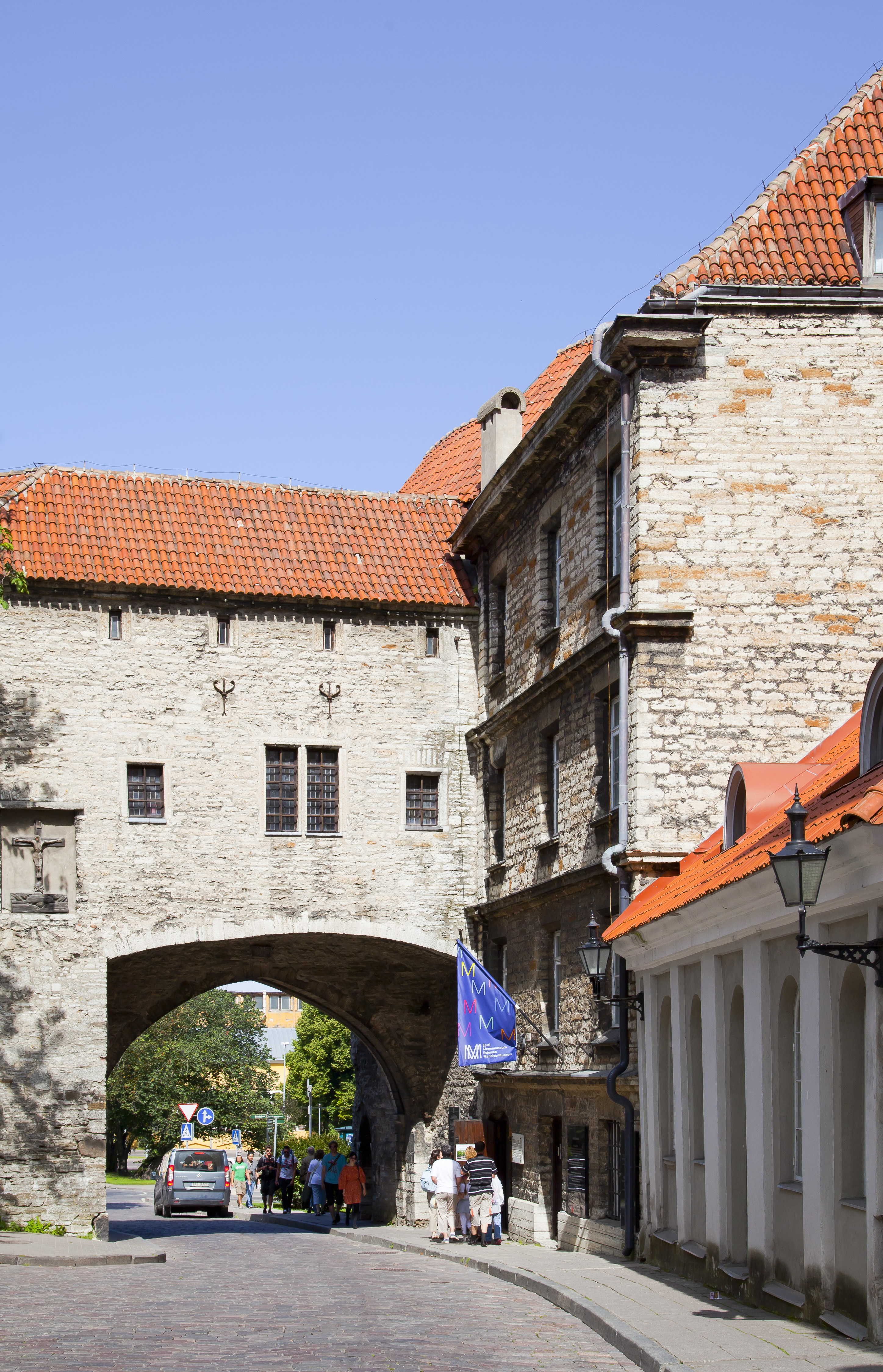
Enceinte fortifiée entourant la vieille ville

| Appartenances historiques Revala (avant 1219) Royaume de Danemark (1219—1227) Ordre des Chevaliers Porte-Glaive (1227—1237) Ordre de Livonie (1237—1238) Royaume de Danemark (1238—1332) Ordre de Livonie (1332—1340) Royaume de Danemark (1340—1346) Ordre Teutonique (1346—1347) Ordre de Livonie (1347—1561) Empire suédois (1561—1710) Empire russe (1710—1917) République russe (1917) RSFS de Russie (1917—1918) République d'Estonie (1918) Empire allemand (1918) République d'Estonie (1918-1940) Union soviétique (1940—1941) Reich allemand (1941—1945) Union soviétique (1944—1991) Estonie (depuis 1991) |

Les premières traces de peuplement remontent au milieu du IIe millénaire av. J.-C.
Aux IXe et Xe siècles, Tallinn est une place de commerce très importante, connue jusqu'en Scandinavie et en Russie. Elle figure déjà dans le Livre de Roger, un atlas du monde compilé en Sicile par Al Idrissi, un géographe, en 1154. Une forteresse en bois, construite sur la colline de Toompea, protège le port. La ville est alors le centre de la province de Revala. Elle est connue dans les chroniques russes sous le nom de Kolyvan, et sous celui de Lindanise dans la chronique de Livonie d'Henri le Letton.
En 1219, la ville est envahie par les Danois, qui construisent une forteresse en pierre. Ils nomment la ville Reval, d'après le nom de la province dont elle est le centre. À cette époque également apparaît le nom de Tallinn, formé par contraction de Taani linn « ville danoise », utilisé par les autochtones.
Au Moyen Âge, la ville est riche et prospère. Membre de la Hanse, elle est notamment au centre du commerce du sel. Achetée par l'ordre des chevaliers Teutoniques en 1346, la ville connaît une forte immigration allemande. Une importante population commerçante et ouvrière allemande habite à Reval jusqu'en 1918 ainsi que des descendants de la noblesse germano-balte, les Estoniens étant plutôt ruraux.
Reval est atteinte par la Réforme luthérienne en 1523-1524.
Elle passe ensuite sous la domination suédoise dès 1561, puis russe en 1710, après la victoire de Pierre le Grand pendant la Guerre du Nord contre les Suédois. Reval, en allemand, ou Revel, selon l'appellation officielle russe, devient peu après la capitale du gouvernement d'Estonie.
La présence russe est continue pendant donc trois siècles. À l'époque de l'Empire russe, l'aristocratie germano-balte tient le parlement local et l'allemand est langue officielle au côté du russe.
En 1941 lors de l'invasion allemande, les Soviétiques se battent pour protéger leur base navale puis l'évacuent par mer avec de lourdes pertes.
Bien qu'intensivement bombardée par l'aviation soviétique pendant les dernières phases de la Seconde Guerre mondiale, une grande partie de la vieille ville médiévale a encore beaucoup de charme. C'est presque un miracle : 50 % de l'espace habité a été détruit durant la guerre, mais seulement 11 % du centre historique.
Néanmoins, la population de la ville a alors baissé à 127 000 habitants.
L'Estonie fait partie de l'URSS de 1944 à 1991. Sous le prétexte de la reconstruction de Tallinn et du développement à grande échelle de l'industrie, une émigration massive depuis la Russie et les autres républiques soviétiques a lieu ; la population dépasse alors le demi-million, mais la portion d'Estoniens parmi celle-ci est inférieure à 50 %. L'important héritage architectural soviétique est en partie dû à la grande vague de construction des années 1970, qui précède le déroulement à Tallinn des régates à la voile des Jeux olympiques de Moscou, par exemple, la Tour TV de Tallinn (ou Teletorn).
En 1997, le centre historique de Tallinn a été inclus dans la liste du patrimoine mondial de l'Unesco, qui permet la préservation présente et future de la vieille ville.

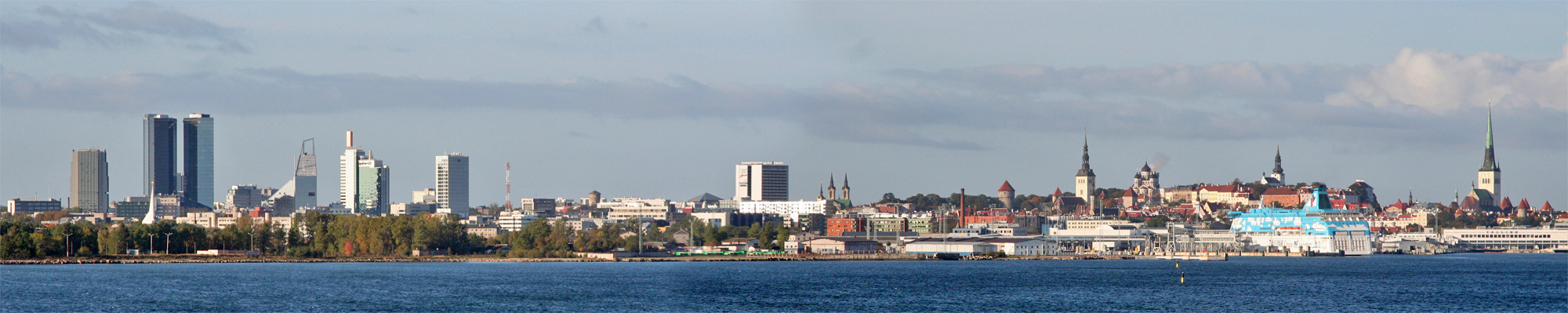
Panorama de la ville de Tallinn.

## Patrimoine architectural

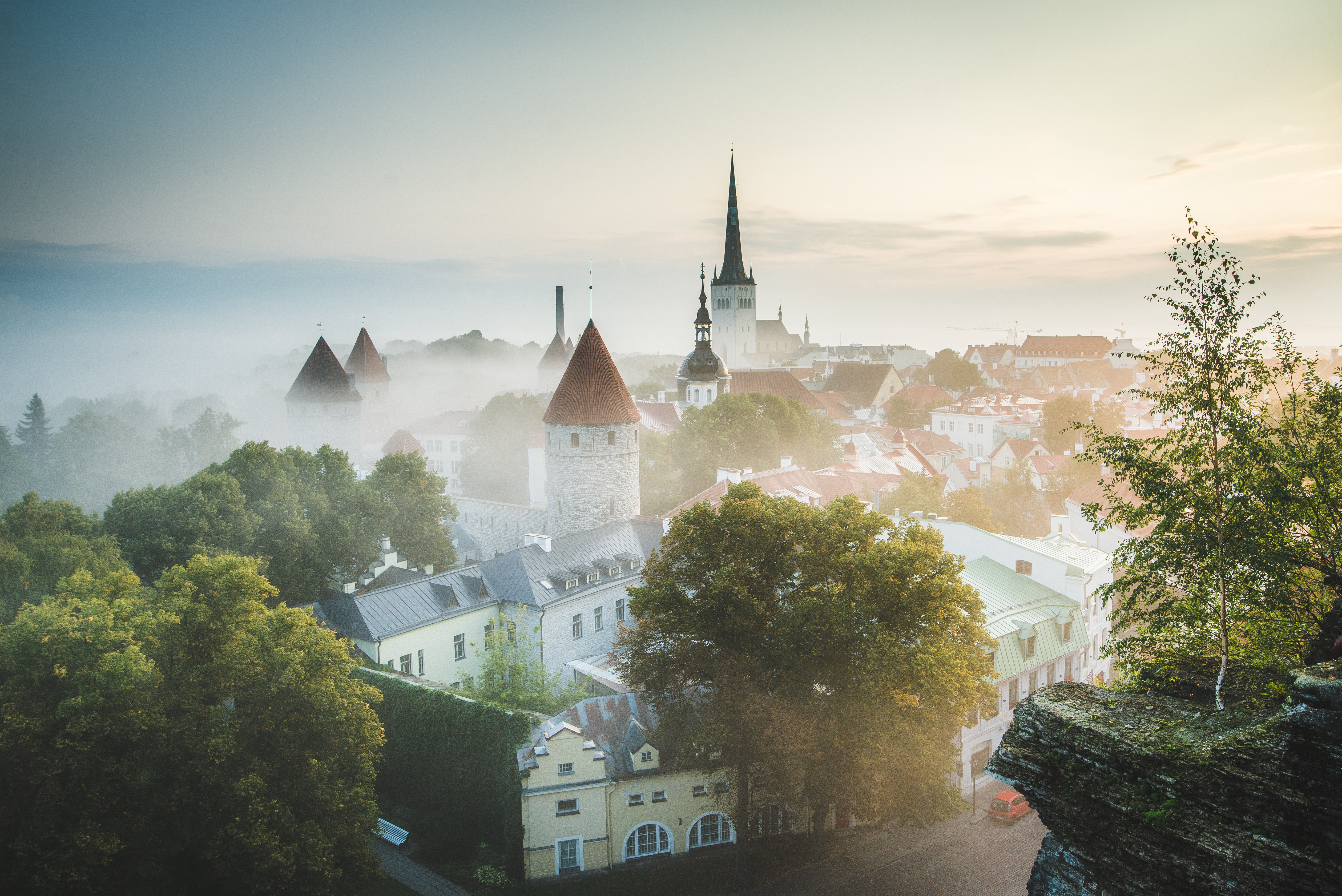
Soleil levant sur la vieille ville de Tallinn. Septembre 2018.

Tallinn a été classée réserve d'État dès 1966. Elle abrite de nombreux vestiges de l'époque médiévale et des bâtiments à la façade pastel de style baroque, Renaissance et classique.
La ville a conservé la majeure partie de ses remparts dont l'origine est à chercher au XIIIe siècle. De nombreuses tours y sont observables telles celles de Nunna, Kuldjala et Sauna. Construite au XVIe siècle, la tour Marguerite est familièrement dénommée «Grosse Marguerite» du fait de la présence en son sein d'un canon au siècle suivant. Elle abrite aujourd'hui un musée de la Mer.
Les principales composantes de l'architecture historique de Tallinn se trouvent dans la vieille ville de Tallinn qui se partage entre la "ville basse" et la colline de Toompea.
Les quartiers de l'Est de la ville comme Pirita (avec le couvent de Pirita) et Kadriorg (avec le château de Kadriorg) sont des destinations populaires.
À l'Ouest le musée estonien de plein air à Rocca al Mare expose la culture et l'architecture rurales d'Estonie.

### Toompea – la ville haute

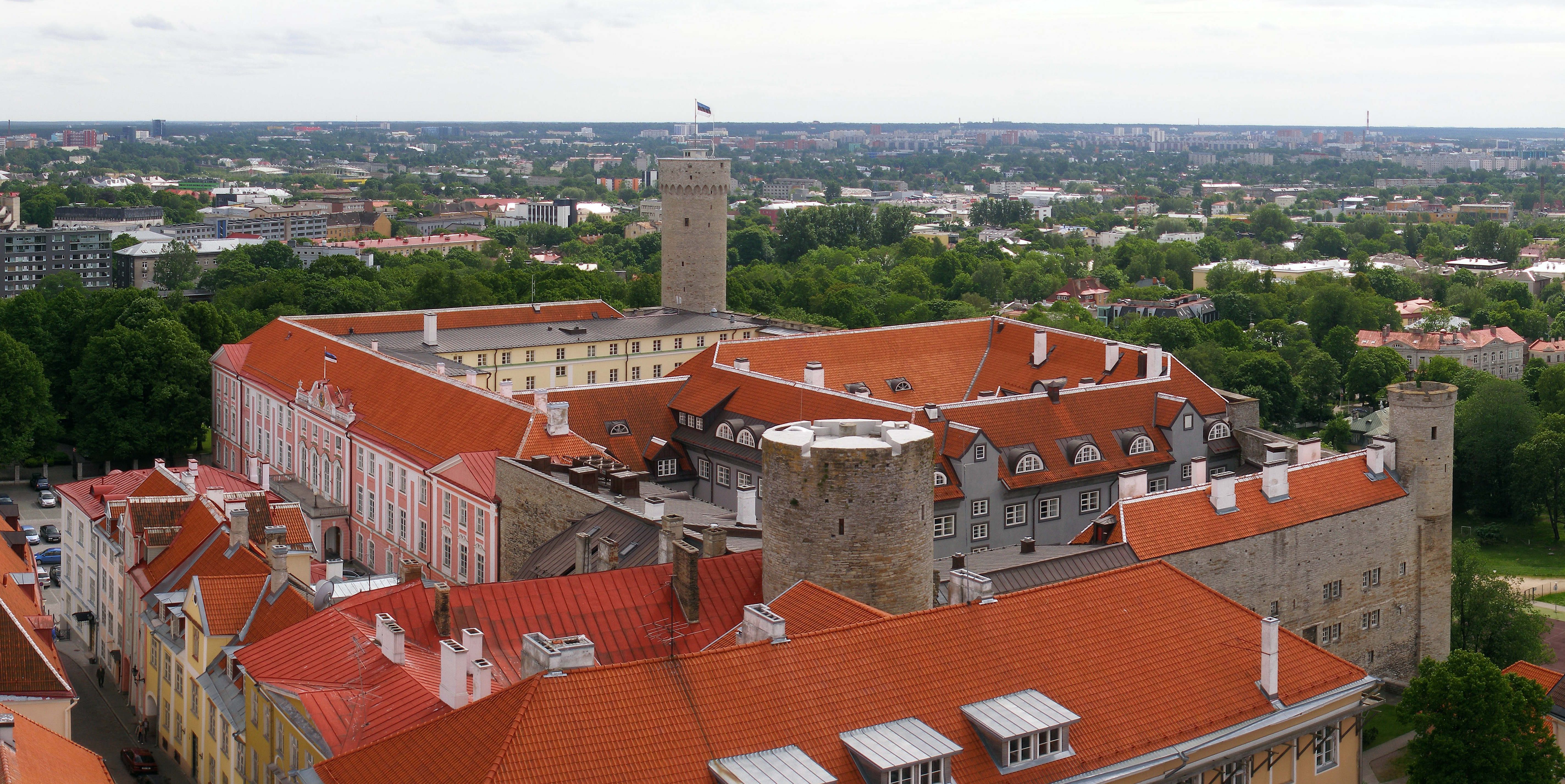
Château de Toompea

Cette partie fortifiée a toujours accueilli le siège du pouvoir en Estonie quel qu'en ait été le détenteur.
Depuis le XVIIIe siècle, le château de Toompea à la façade rose bonbon trône dans la ville haute. C'est le siège du Parlement estonien.
Toompea abrite aussi entre autres la cathédrale Alexandre Nevski et la cathédrale Sainte-Marie.

### All-linn – La ville basse

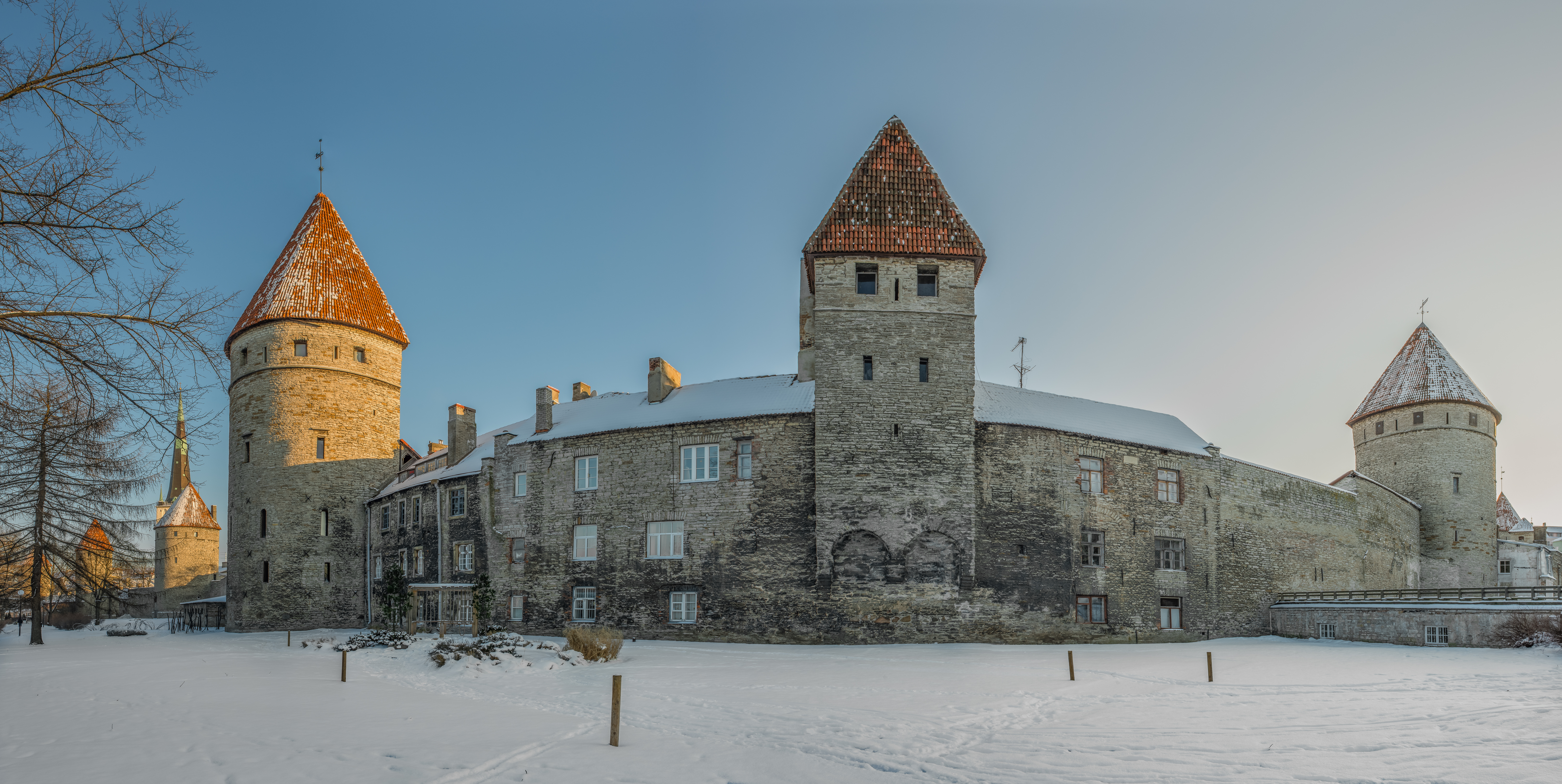
Fortifications de Tallinn

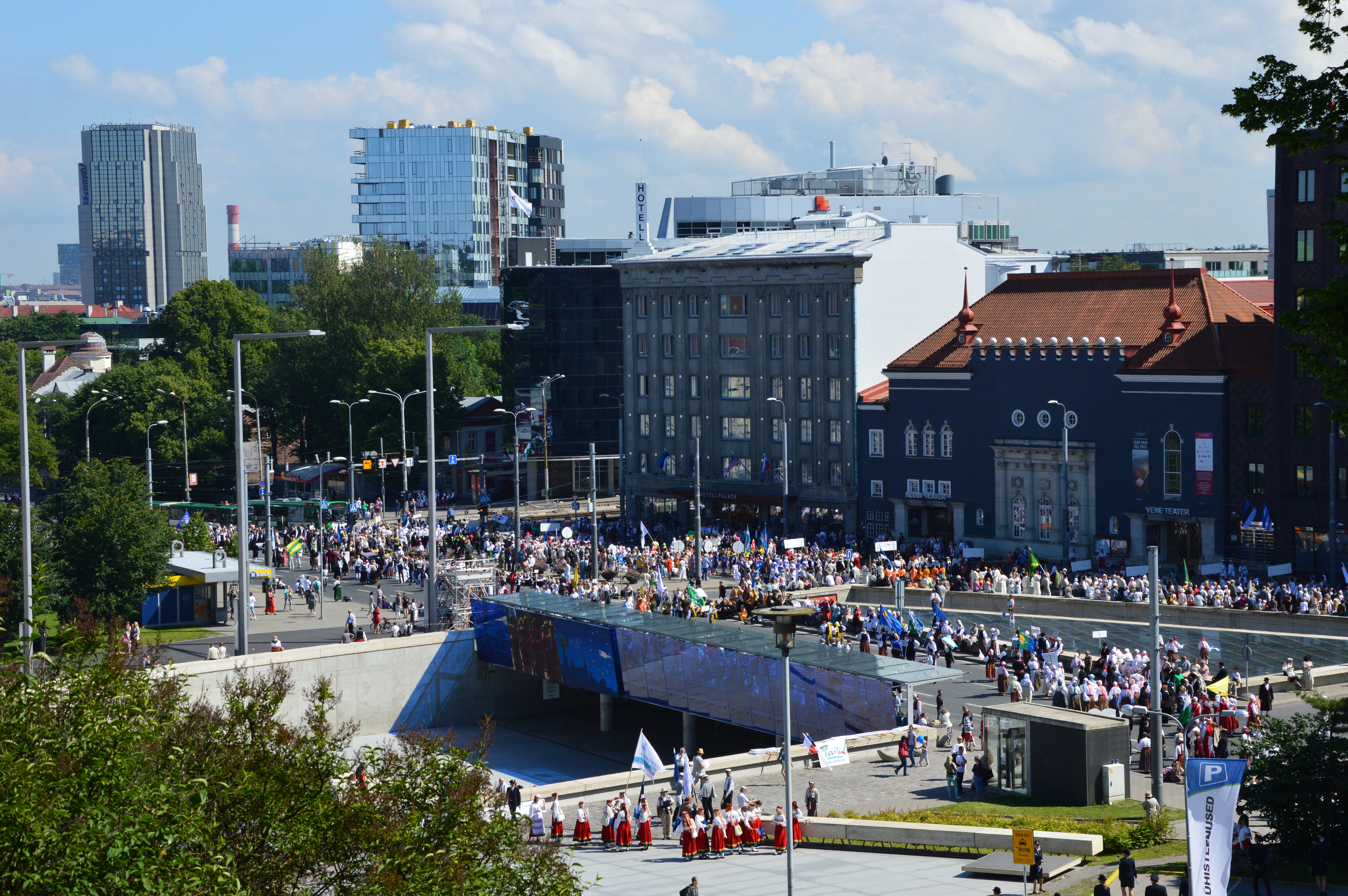
Place de la Liberté

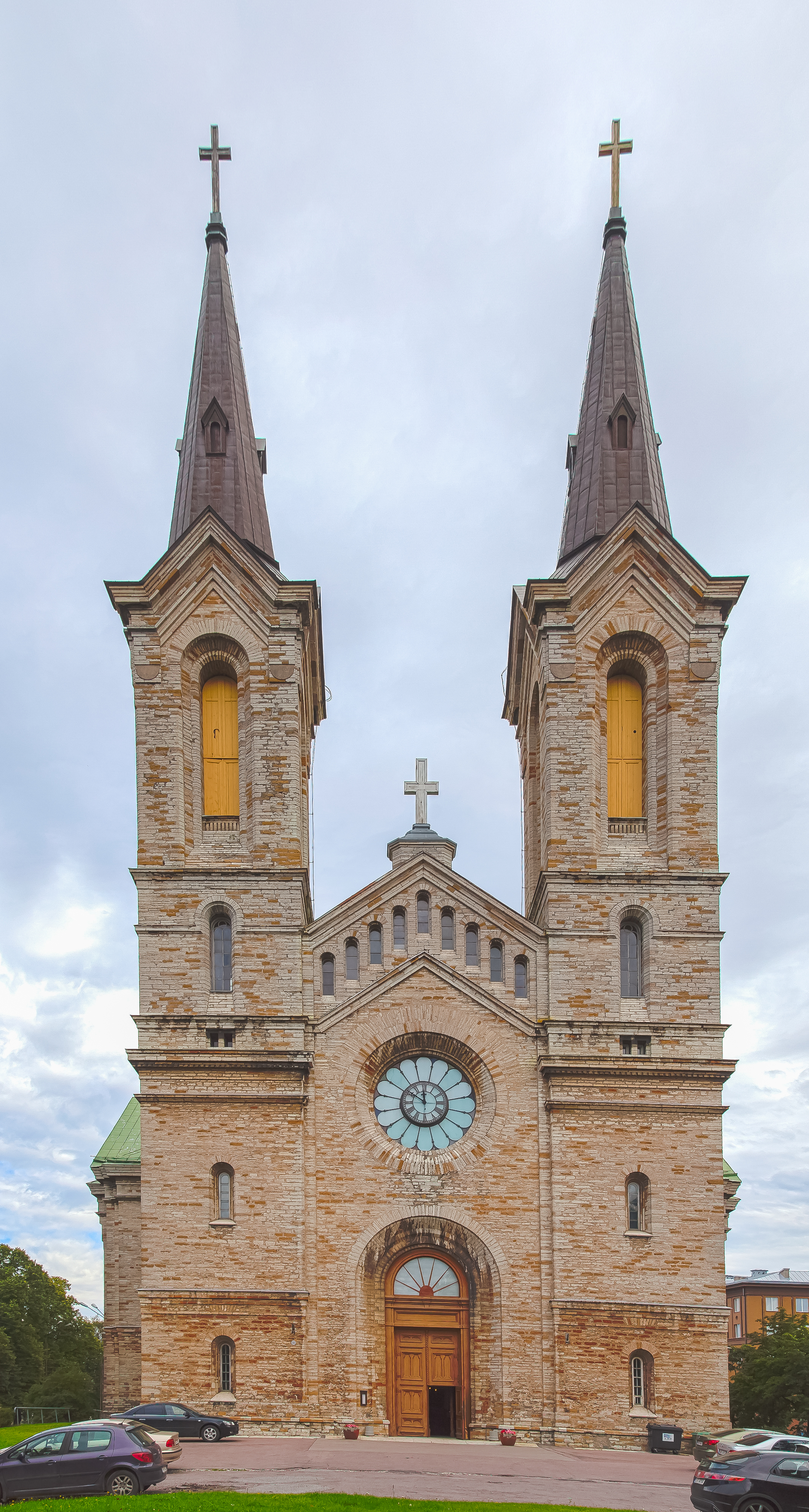
Église luthérienne

C'est l'une des villes médiévales les mieux conservées d'Europe. On peut y admirer les remparts et leurs tours (Kiek in de Kök) ainsi que de nombreuses églises médiévales comme les églises Saint-Olaf, Saint-Nicolas et du Saint-Esprit.
La ville basse abrite la place de l'Hôtel-de-Ville, où est visible une pharmacie (Raeapteek) du XVe siècle étant à l'origine d'une dynastie célèbre de pharmaciens. Elle appartient en effet à la famille Burchard de 1579 à 1911. Cette pharmacie est la plus ancienne d'Europe qui soit encore en activité. L'Hôtel-de-Ville de style gothique est doté d'un clocher. Il date du XIVe siècle.
Au numéro 38 de la rue Pikk se trouve la porte Renaissance de la maison de la confrérie des Têtes Noires. Elle se situe non loin de la maison des chevaliers d'Estland, construite au XIXe siècle dans un style néo-Renaissance et qui accueille aujourd'hui la Bibliothèque nationale.
Le monument de la liberté de Tallinn est érigé sur la place de la Liberté à proximité de l'église Saint-Jean.

### Kadriorg
À 2 km à l'est de la vieille ville se trouve un édifice baroque, le château de Kadriorg, construit après la grande guerre du Nord.
L'ancien palace sert de résidence d'été pour Pierre le Grand et de palais impérial d'été jusqu'à la révolution de 1917.
De nos jours, il abrite le département d'art étranger du musée d'art d'Estonie, le Kumu et la résidence présidentielle.

### Pirita
À 2 km au nord-est de Kadriorg, la marina est construite pour les jeux olympiques d'été de 1980 à l'embouchure de la rivière Pirita.
À 2 km dans les terres se trouvent le Jardin botanique et la Tour de télévision.

### Cathédrales et églises
Tallinn compte de nombreuses églises aux influences gothiques dont l'église du Saint-Esprit, l'église Saint-Nicolas, l'église Saint-Jean de Tallinn et l'église Saint-Olaf. L'église du Dôme se différencie de par sa pointe baroque. La cathédrale orthodoxe Alexandre-Nevsky s'inspire du style moscovite.

#### Orthodoxie
- Cathédrale orthodoxe Alexandre-Nevsky
- Église de la Transfiguration de Notre-Seigneur
- Église Saint-Siméon-et-de-la-Prophétesse-Hanna
- Église Notre-Dame de Kazan
- Église de Lasnamäe
- Église Saint-Nicolas

#### Protestantisme
- Cathédrale Sainte-Marie de Tallinn
- Église Saint-Olaf
- Église du Saint-Esprit
- Église Saint-Jean
- Église Saint-Nicolas
- Église Saint-Michel
- Église adventiste
- Élise baptiste du Rocher (et)
- Église Charles
- Église du Rédempteur de Nõmme

#### Catholicisme
- Cathédrale Saint-Pierre-et-Saint-Paul
- Église ukrainienne grecque-catholique

## Démographie

### Évolution démographique
L'évolution de la population de Tallinn est la suivante:
| 1372  | 1772  | 1816   | 1834   | 1851   | 1881   | 1897   |
| ----- | ----- | ------ | ------ | ------ | ------ | ------ |
| 3 250 | 6 954 | 12 000 | 15 300 | 24 000 | 45 900 | 58 800 |

| 1925    | 1941    | 1959    | 1970    | 1975    | 1979    | 1987    |
| ------- | ------- | ------- | ------- | ------- | ------- | ------- |
| 119 800 | 176 000 | 282 000 | 363 000 | 399 000 | 442 960 | 478 000 |

| 1996    | 1999    | 2011    | 2014    | 2015    | 2016    | 2017    |
| ------- | ------- | ------- | ------- | ------- | ------- | ------- |
| 434 800 | 435 000 | 393 222 | 411 063 | 413 782 | 423 420 | 446 055 |

| 2018    | 2019    | 2020    | 2021    | 2023    | 2024    | - |
| ------- | ------- | ------- | ------- | ------- | ------- | - |
| 430 805 | 434 562 | 437 619 | 438 341 | 453 864 | 457 572 | - |

### Composition ethnique et religion
Selon Eurostat, de toutes les capitales de l'Union européenne, Tallinn comporte le plus fort taux de ressortissants qui ne sont pas citoyens de l'Union européenne : 27,8 %. Cela est principalement dû à l'immigration organisée par l'URSS pendant la période soviétique (1944-1991). Ainsi, de nombreux citoyens soviétiques, pour la plupart des Russes, immigrèrent en Estonie. Cependant, le fait de résider à Tallinn ne leur permet pas, ni à leurs descendants, d'accéder à la citoyenneté estonienne, à moins que ceux-ci ne réussissent le test de connaissance de la langue estonienne nécessaire à l'obtention de la citoyenneté estonienne.
Religion à Tallinn (2021)
- Autre religion ou Inconnue (1,8 %)
- Orthodoxes et vieux croyants (23,8 %)
- Lutheriens (6,0 %)
- Catholiques (1,15 %)
- Autres chrétiens (1,7 %)
- Musulmans (1,15 %)
- Non déclarée (64,4 %)

Les groupes ethniques principaux sont:
| Groupes ethniques | Population (2015) | % (2015) | Population (2022) | % (2022) |
| ----------------- | ----------------- | -------- | ----------------- | -------- |
| Estoniens         | 252 945           | 54.57    | 233 518           | 53.34    |
| Russes            | 151 122           | 36.52    | 149 878           | 34.23    |
| Ukrainiens        | 11 794            | 2.85     | 15 449            | 3.53     |
| Biélorusses       | 6 173             | 1.49     | 6 153             | 1.40     |
| Finnois           | 2 071             | 0.50     | 3 431             | 0.78     |
| Juifs             | 1 510             | 0.36     | 1 405             | 0.32     |
| Tatars            | 1 045             | 0.25     | 1 033             | 0.24     |
| Lituaniens        | 827               | 0.20     | 1 092             | 0.25     |
| Polonais          | 769               | 0.19     | 940               | 0.21     |
| Lettons           | 662               | 0.16     | 1 343             | 0.34     |
| Allemands         | 518               | 0.13     | 1 219             | 0.28     |
| Autres            |                   |          | 15 960            | 3.64     |

## Composition ethnique par arrondissement
|               | Habitants | Langue maternelle | Langue maternelle | Langue maternelle | Langue maternelle | Langue maternelle | Langue maternelle | Langue maternelle | Langue maternelle |  |
| Estonien      | Estonien  | Russe             | Russe             | Autre             | Autre             | Inconnue          | Inconnue          |                   |                   |  |
| Hab.          | Habitants | %                 | Hab.              | %                 | Hab.              | %                 | Hab.              | %                 |                   |  |
| ------------- | --------- | ----------------- | ----------------- | ----------------- | ----------------- | ----------------- | ----------------- | ----------------- | ----------------- |  |
| Haabersti     | 41.694    | 20 919            | 50,2 %            | 19 722            | 47,3 %            | 1 020             | 2,4 %             | 33                | 0,1 %             |  |
| Kesklinn      | 46.494    | 34 293            | 73,8 %            | 10 506            | 22,6 %            | 1 548             | 3,3 %             | 147               | 0,3 %             |  |
| Kristiine     | 29.228    | 20 862            | 71,4 %            | 7 740             | 26,5 %            | 594               | 2,0 %             | 33                | 0,3 %             |  |
| Lasnamäe      | 108.042   | 27 876            | 25,8 %            | 76 518            | 70,8 %            | 3 474             | 3,2 %             | 174               | 0,2 %             |  |
| Mustamäe      | 62.255    | 36 444            | 58,5 %            | 24 333            | 39,1 %            | 1 314             | 2,1 %             | 165               | 0,3 %             |  |
| Nõmme         | 35.463    | 30 261            | 85,3 %            | 4 650             | 13,1 %            | 522               | 1,5 %             | 30                | 0,1 %             |  |
| Pirita        | 16.165    | 12 417            | 76,8 %            | 3 378             | 20,9 %            | 336               | 2,1 %             | 33                | 0,2 %             |  |
| Põhja-Tallinn | 53.881    | 25 638            | 47,6 %            | 26 703            | 49,6 %            | 1 434             | 2,7 %             | 105               | 0,2 %             |  |
| Total Tallinn | 393.222   | 208 711           | 53,1 %            | 173 551           | 44,1 %            | 10 241            | 2,6 %             | 719               | 0,2 %             |  |

## Économie

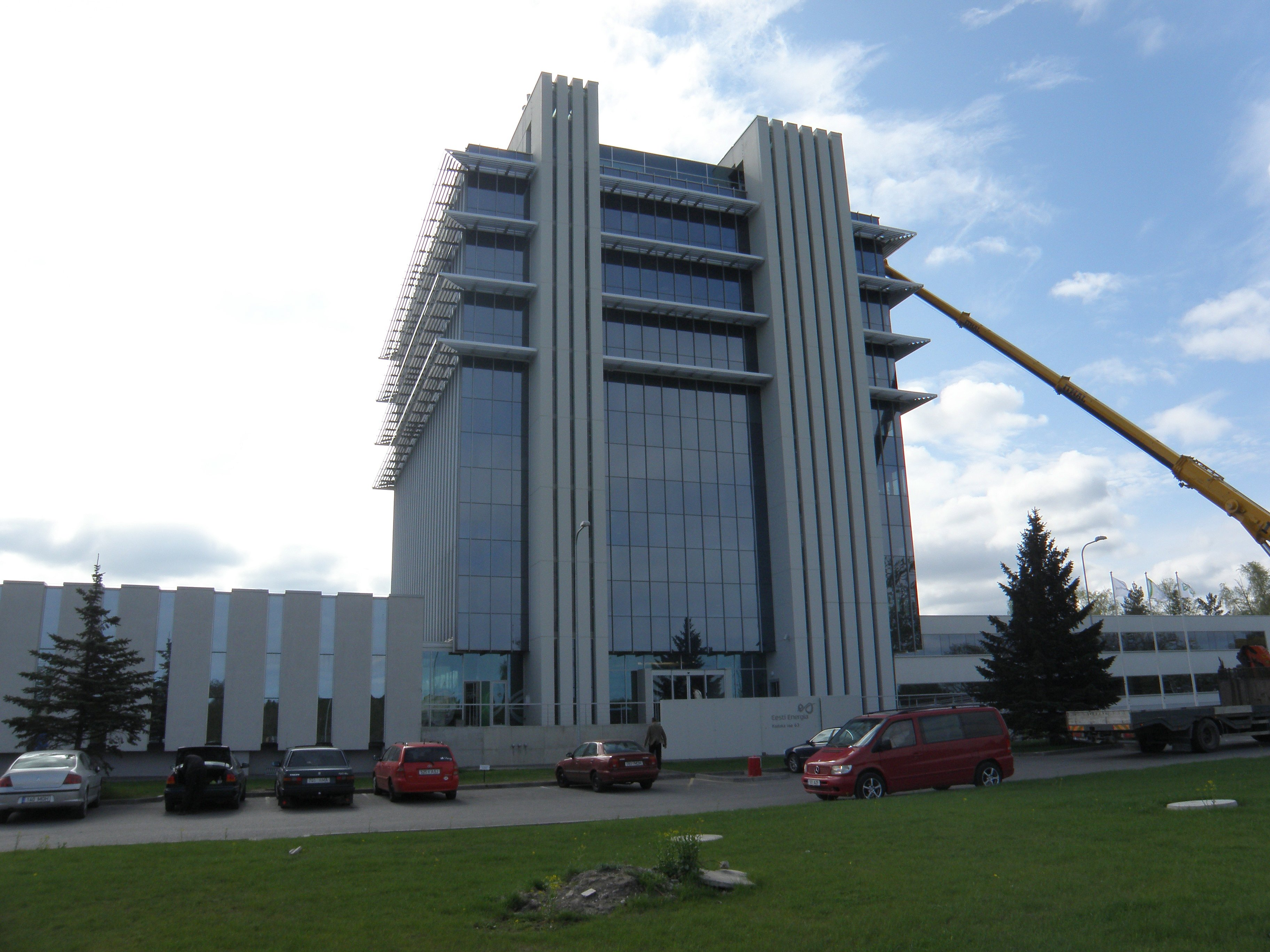
Siège de Eesti Energia dans le quartier de Kadaka.

Tallinn est la capitale financière et commerciale de l'Estonie.

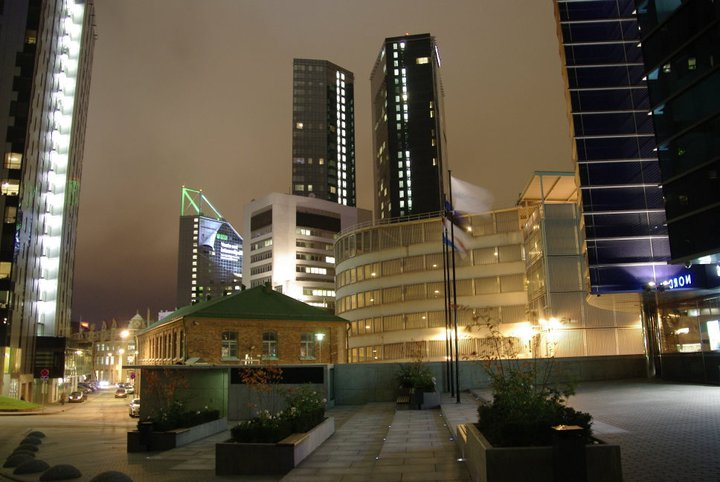
Zone d'affaires de Tornimäe

Elle a une économie diversifiée avec des points forts en technologies de l'information, tourisme et logistique.
Plus de la moitié du PNB de l'Estonie est produit à Tallinn,.

### Technologies de l'information
Tallinn a beaucoup développé son secteur des technologies de l'information.
Dans son édition du 13 décembre 2005, le New York Times décrit l'Estonie comme une sorte de Silicon Valley de la mer Baltique.
Skype est l'une des sociétés les plus connues parmi celles qui ont débuté à Tallinn.
Dans les dernières années, Tallinn est devenu l'un des principaux centres informatiques d'Europe, avec le Centre d'excellence de cyberdéfense coopérative de l'OTAN, l'agence pour les systèmes informatiques de grande échelle de l'Union européenne et les centres de développement de logiciels des grandes sociétés comme TeliaSonera ou Kuehne + Nagel.
De nombreux incubateurs de start-ups ont participé à l'émergence de sociétés d'informatique à Tallinn.
La mise en place de plus de 1 000 services en ligne pour les citoyens d'Estonie et du projet e-résidence de l'Estonie sont des accélérateurs de ce développement.

### Finance
Tallinn est le centre financier de l'Estonie et un centre économique important de l'Europe du Nord et plus particulièrement de la région de la Baltique.
De nombreuses banques majeures comme SEB Pank, Swedbank, Nordea ou DNB ont des bureaux locaux à Tallinn.
La banque d'investissement LHV Pank à son siège à Tallinn.
Deux places de marchées concernant les crypto-monnaies officiellement reconnues par le gouvernement estonien, CoinMetro et DX.Exchange, ont élu domicile à Tallinn.
La bourse de Tallinn du NASDAQ OMX Group est la seule bourse d'Estonie.

### Énergie
Eesti Energia, une société de production d'énergie à base de schiste bitumineux a son siège à Tallinn.
La centrale électrique de Väo est située dans l'arrondissement de Lasnamäe.
La capitale héberge aussi le siège de Elering, gestionnaire du réseau de transport d'électricité national et membre du réseau européen des gestionnaires de réseau de transport d’électricité, de la société estonienne de gaz naturel Eesti Gaas et de la société Alexela Energia, composante du groupe Alexela (et).
Nord Pool Spot, le plus grand marché d'énergie électrique au monde a ses bureaux estoniens à Tallinn.

### Tourisme

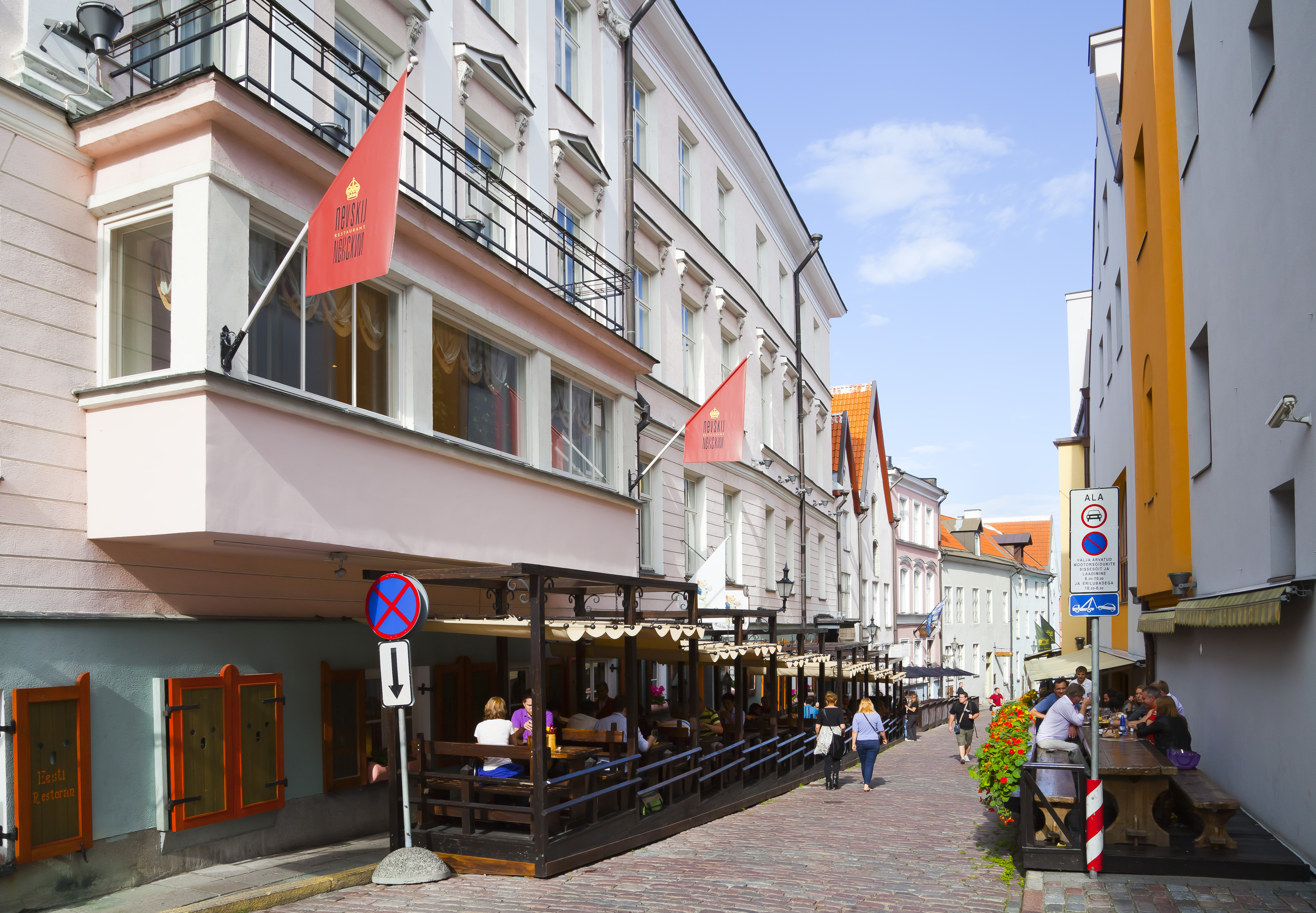
La rue Rataskaevu, l'une des plus visitées par les touristes.

Tallinn accueille plus de 1,5 million de visiteurs par an, un nombre qui a cru constamment durant la dernière décennie.
La vieille ville de Tallinn, site du patrimoine mondial de l'UNESCO, est une attraction touristique majeure avec le Musée de la marine d'Estonie, le zoo de Tallinn, le parc de Kadriorg et le musée estonien en plein air.
La majorité des visiteurs vient d'Europe, mais Tallinn reçoit de plus en plus de visiteurs de Russie et de la région Asie-Pacifique.
Le port de passagers de Tallinn est l'une des destinations de croisières les plus actives de la mer Baltique avec plus de 520 000 passagers en 2013.
Depuis 2011, des circuits de croisière sont organisés avec l'aéroport de Tallinn.

### Sièges sociaux
Parmi les sièges d’organisations installés à Tallinn, citons :
- Centre d'excellence de cyberdéfense coopérative de l'OTAN (CCDCOE) ;
- Agence européenne pour la gestion opérationnelle des systèmes d'information à grande échelle au sein de l'espace de liberté, de sécurité et de justice[34],[35],[36] ;
- le centre de développement informatique de Skype[37] ;
- le centre de développement informatique de TeliaSonera[38] ;
- le centre informatique de Kuehne + Nagel[39] ;
- le centre de production 4G d'Ericsson[40] ;
- le centre financier de Equinor[41].

## Jumelages
La ville de Tallinn est jumelée avec :
| Ville | Ville              | Pays | Pays              | Période                   |
| ----- | ------------------ | ---- | ----------------- | ------------------------- |
|       | Annapolis          |      | États-Unis        |                           |
|       | Dartford           |      | Royaume-Uni       |                           |
|       | Gand               |      | Belgique          |                           |
|       | Groningue          |      | Pays-Bas          |                           |
|       | Hangzhou           |      | Chine             |                           |
|       | Helsinki           |      | Finlande          |                           |
|       | Kiel,              |      | Allemagne         | depuis le 13 mai 1986     |
|       | Kiev,              |      | Ukraine           | depuis le 7 décembre 1994 |
|       | Kotka,             |      | Finlande          | depuis 1955               |
|       | Malmö              |      | Suède             | depuis 1989               |
|       | Moscou             |      | Russie            |                           |
|       | Odessa             |      | Ukraine           | depuis le 14 octobre 1997 |
|       | Pékin              |      | Chine             |                           |
|       | Riga               |      | Lettonie          |                           |
|       | Saint-Pétersbourg, |      | Russie            | 1999 - 3 mars 2022        |
|       | Schwerin           |      | Allemagne         | depuis 1993               |
|       | Skopje             |      | Macédoine du Nord |                           |
|       | Tbilissi           |      | Géorgie           |                           |
|       | Turku              |      | Finlande          |                           |
|       | Venise             |      | Italie            |                           |
|       | Vienne             |      | Autriche          |                           |
|       | Vilnius,           |      | Lituanie          | depuis le 28 mai 1993     |

## Transports

### Aéroport
Tallinn est desservie par l'aéroport international Lennart Meri (Ülemiste) qui est le plus grand d'Estonie, situé approximativement à quatre kilomètres du centre-ville.
En 2007, 745 600 passagers y ont emprunté 10 056 vols.

### Ferry
Tallinn est le principal port d'Estonie. Ce port est situé sur le Golfe de Finlande. Chaque jour, des ferries partent pour Helsinki et Stockholm. Tallinn se trouve à deux heures d’Helsinki et à 17 h de Stockholm. De 7 à 14 traversées sont prévues par semaine, selon la destination. Les traversées vers Stockholm sont assurées par la compagnie Tallink tandis que les rotations vers Helsinki sont assurées par les compagnies Tallink, Viking Line et Eckerö Line. Chaque année, ce sont plus de 800 000 personnes qui transitent par le port de Tallinn.

### Transports en commun locaux
La ville est desservie par un réseau d'autobus et de trolleybus. En tout, il y a 63 lignes de bus qui sont réparties sur la totalité de la capitale. Pour compléter la desserte, neuf lignes de trolleybus sont en service.
Tallinn compte aussi quatre lignes de tramways. La municipalité a concédé la gestion du réseau à la société Tallinna Linnatranspordi AS.
En mars 2012, un projet de gratuité des transports en commun est lancé. Le projet est mis en place le 1er janvier 2013, et Tallinn devient ainsi la première capitale européenne dotée d'un réseau de transports gratuits, pour les résidents. Paradoxalement, la gratuité des transports n'a pas empêché une augmentation du trafic routier du fait de l'enrichissement des Estoniens durant la période, et donc l'augmentation des revenus disponibles pour les déplacements individuels.

### Transports ferroviaires
La société de chemins de fer Elron assure des transports de voyageurs de Tallinn à Tartu, Valga, Türi, Viljandi, Tapa, Narva, Orava et Koidula.
Des bus assurent aussi des liaisons entre autres vers ces destinations en Estonie mais aussi vers Saint-Pétersbourg et Riga.
La société GoRail assure une liaison en train de nuit entre Tallinn et Moscou.
Des trains de proximité circulent de Balti jaam vers : Aegviidu, Pääsküla, Keila, Riisipere, Paldiski et Kloogaranna.
Le projet Rail Baltica de liaison entre Tallinn et Varsovie par la Lettonie et la Lituanie, reliera Tallinn au reste du réseau ferré européen.
Un tunnel Helsinki-Tallinn est en phase de planification.

### Transports routiers
La route nationale 11 () contourne Tallinn par le Sud.
Tallinn est desservie par la route nationale 1 (Tallinn-Narva), la route nationale 2 (Tallinn-Tartu-Frontière russe), la route nationale 4 (Tallinn-Pärnu-Ikla) et la route nationale 8 (Tallinn-Paldiski).
L'axe routier Via Baltica d'Helsinki à Prague, relie Tallinn à la frontière entre la Lituanie et la Pologne à travers la Lettonie.

## Culture
En plus de la langue estonienne (qui appartient au groupe finno-ougrien, étroitement apparentée au finnois) qui est parlée par les Estoniens, le russe est parlé comme langue maternelle par près de la moitié (40 %) de la population. L'anglais est également largement pratiqué.

### Arts vivants
La ville est animée par de nombreux festivals, le Festival de cinéma « Nuits noires », de la bière, du centre historique, du jazz, de la musique baroque, de la chanson, etc. Elle possède une grande salle de concerts, le « Saku Suurhall ». Tallinn abrite dix théâtres professionnels (Théâtre dramatique estonien, Théâtre de la Ville de Tallinn), dont cinq sont entretenus par l'État. Leurs représentations sont assez classiques. Cela dit, à côté de ces dix grands théâtres sont nés de plus petits théâtres et des projets théâtraux.

### Musées
Tallinn a plus de 30 musées, retraçant l'histoire de l'Estonie, de sa capitale, de ses campagnes, etc. Il y a aussi de nombreuses galeries d'art et expositions.
La plupart des musées sont situés dans le quartier de Kesklinn. En 2011, Tallinn est capitale européenne de la culture.

### Relations avec la ville de Tartu
La culture et l’éducation en Estonie sont marquées par une rivalité, mais aussi complémentarité entre Tallinn et Tartu, la deuxième ville du pays.
Tartu est le principal foyer de l’éveil culturel estonien grâce à son Université et ses intellectuels.
Le musée national du peuple Estonien ainsi que le ministère de l’éducation se trouvent à Tartu, qui a été sélectionnée pour être Capitale européenne de la culture en 2024.
Tallinn accueille notamment le Laulupidu, le festival de chants choral national qui a lieu tous les 5 ans, mais qui a été créé à Tartu, tandis qu’une grande partie de la classe politique basée à Tallinn a été formée à l’Université de Tartu.

## Sport et santé

### Sports
La ville compte plusieurs clubs de football. Actuellement quatre clubs évoluent en 1re division :
- Ajax Lasnamäe ;
- FC Flora Tallinn ;
- Levadia Tallinn ;
- TVMK Tallinn.

Le Flora Tallinn est le club le plus titré du pays.

### Santé
L'hôpital régional de l'Estonie du Nord (PERH) est situé à Tallinn , c'est la plus grande institution de soin en Estonie.
Son bâtiment principal est situé à Mustamäe . PERH fournit toutes sortes de services médicaux sauf l'obstétrique et la chirurgie oculaire.
L'hôpital central de l'Est de Tallinn (ITK) a été créé en 2001 par la fusion de plusieurs hôpitaux et polycliniques, et son siège social est situé dans le centre de Tallinn sur Ravi Street.
L'hôpital central de Lääne-Tallinn (LTKH) s'est également développé après la fusion de plusieurs établissements médicaux. Il comprend maintenant, par exemple , la clinique d'infection sur Paldiski maantee et la maternité de Pelgulinna sur Sõle tanav.

## Éducation

### Enseignement supérieur
Parmi les établissements d'enseignement supérieur citons :
- Académie estonienne des arts
- Académie estonienne des affaires intérieures
- Académie estonienne de musique et de théâtre
- École de commerce estonienne
- Université de Tallinn
- Académie maritime estonienne
- Université de technologie de Tallinn
- Institut de théologie de l'église évangélique-luthérienne estonienne
- Institut national de physique chimie et de biophysique (en)

La salle d'étude en cuisine de la Tallinna Teeninduskool à Tallinn. Octobre 2016.

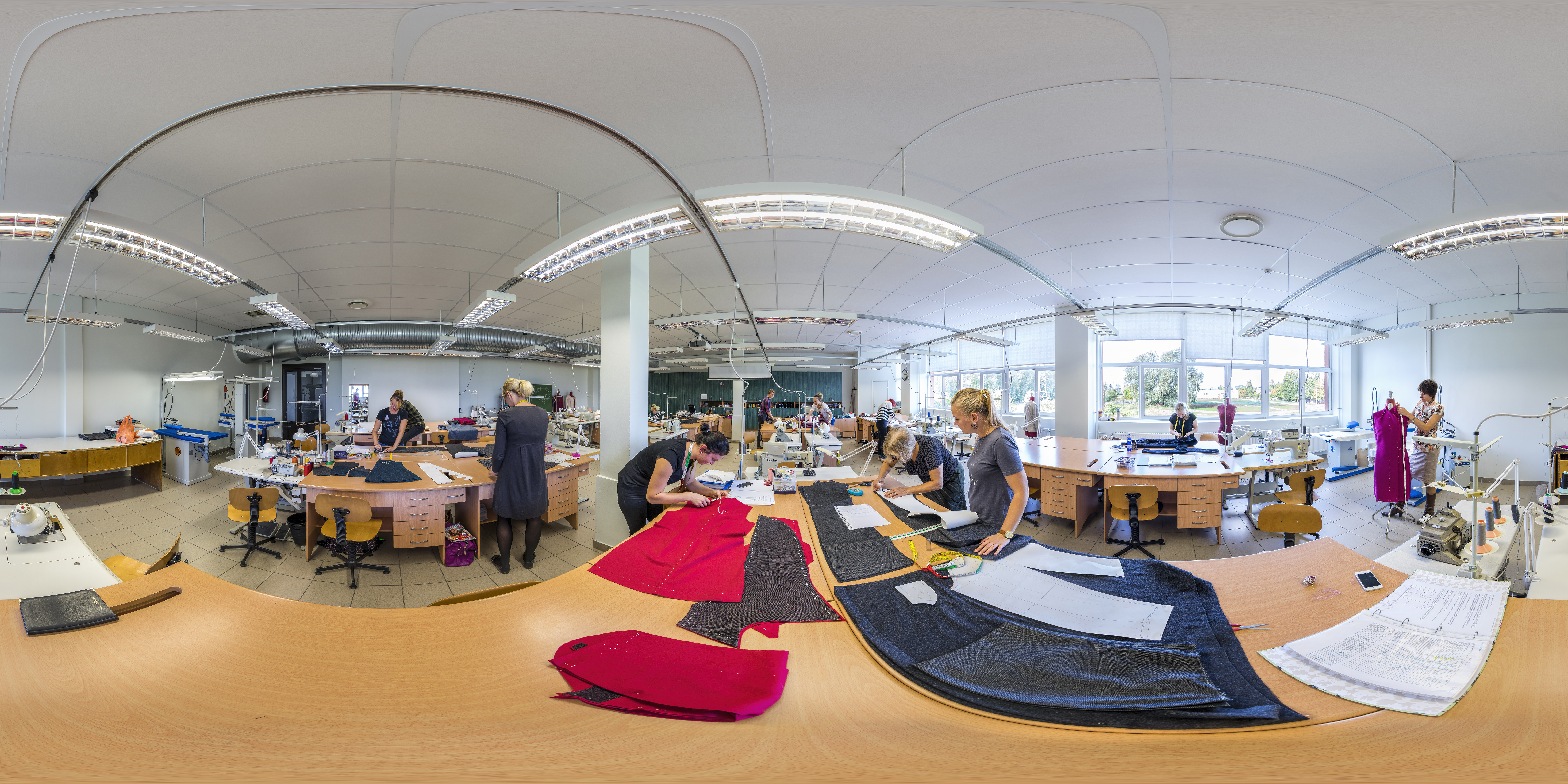
La salle d'étude en couture de la Tallinna Teeninduskool à Tallinn. Septembre 2016.

### Éducation en français
- L'Institut français d'Estonie à Tallinn[61] : cours de français langue étrangère pour adultes et adolescents.
- L'École européenne de Tallinn : cours de français langue première et seconde, selon le programme des Écoles européennes, de la maternelle au collège. Filière francophone en maternelle[62]
- L'association Les Petits Francophones : activités en français pour enfants.[réf. nécessaire]
- L'École française de Tallinn : cours de français langue seconde pour écoliers estoniens.[réf. nécessaire]

## Galerie de photos

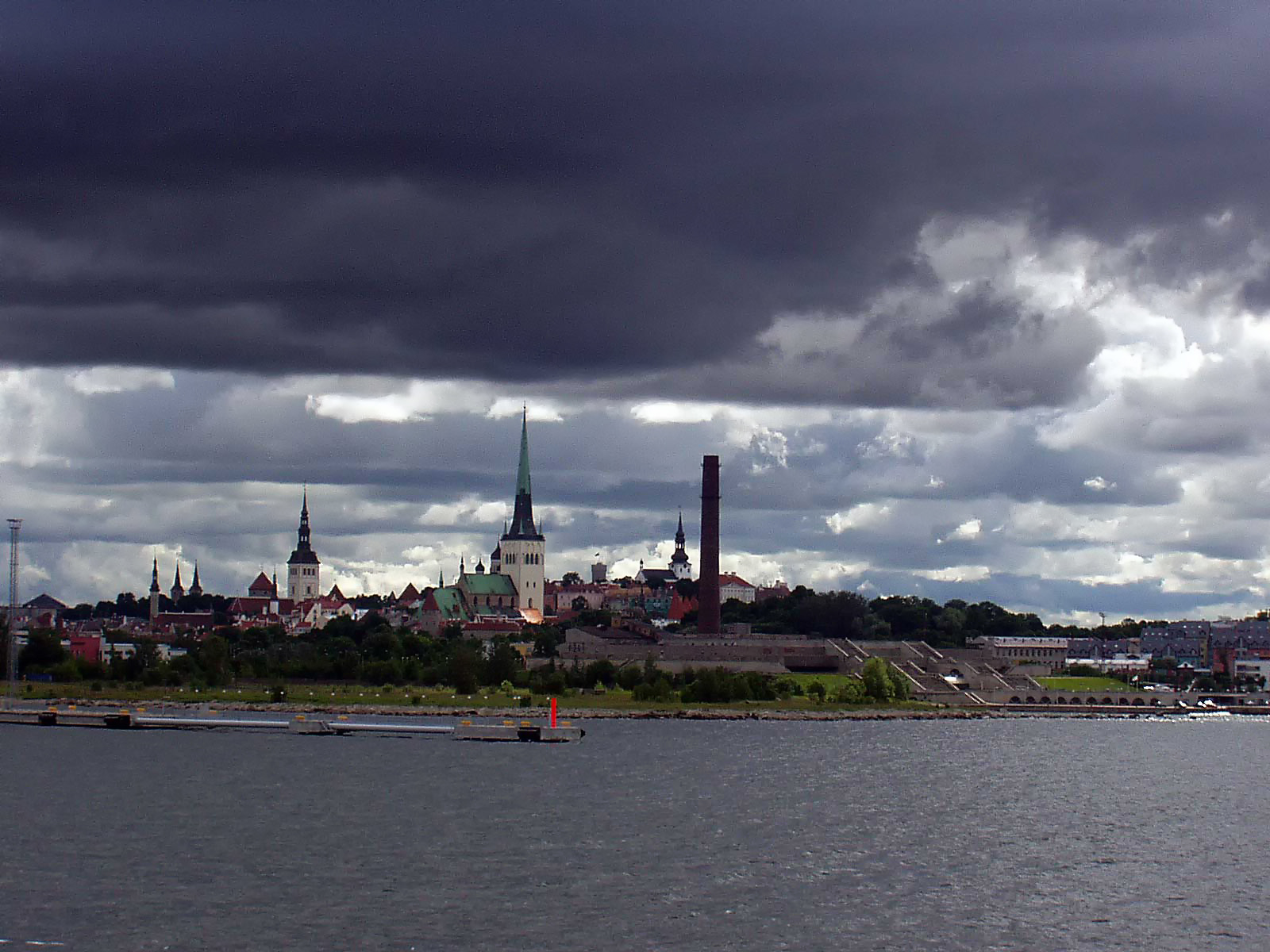
Panorama de Tallinn vu du port.
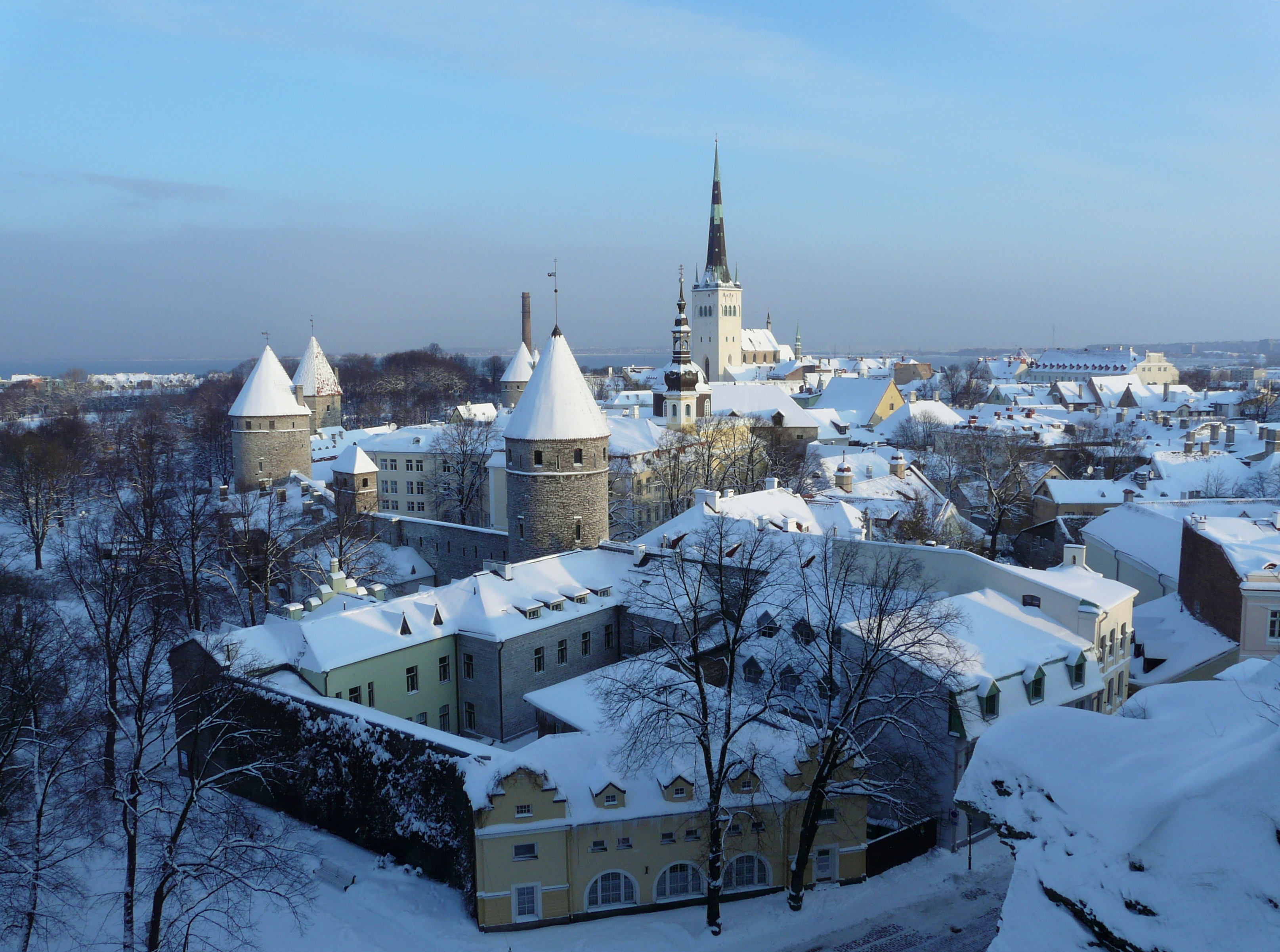
Panorama de Tallinn en hiver.
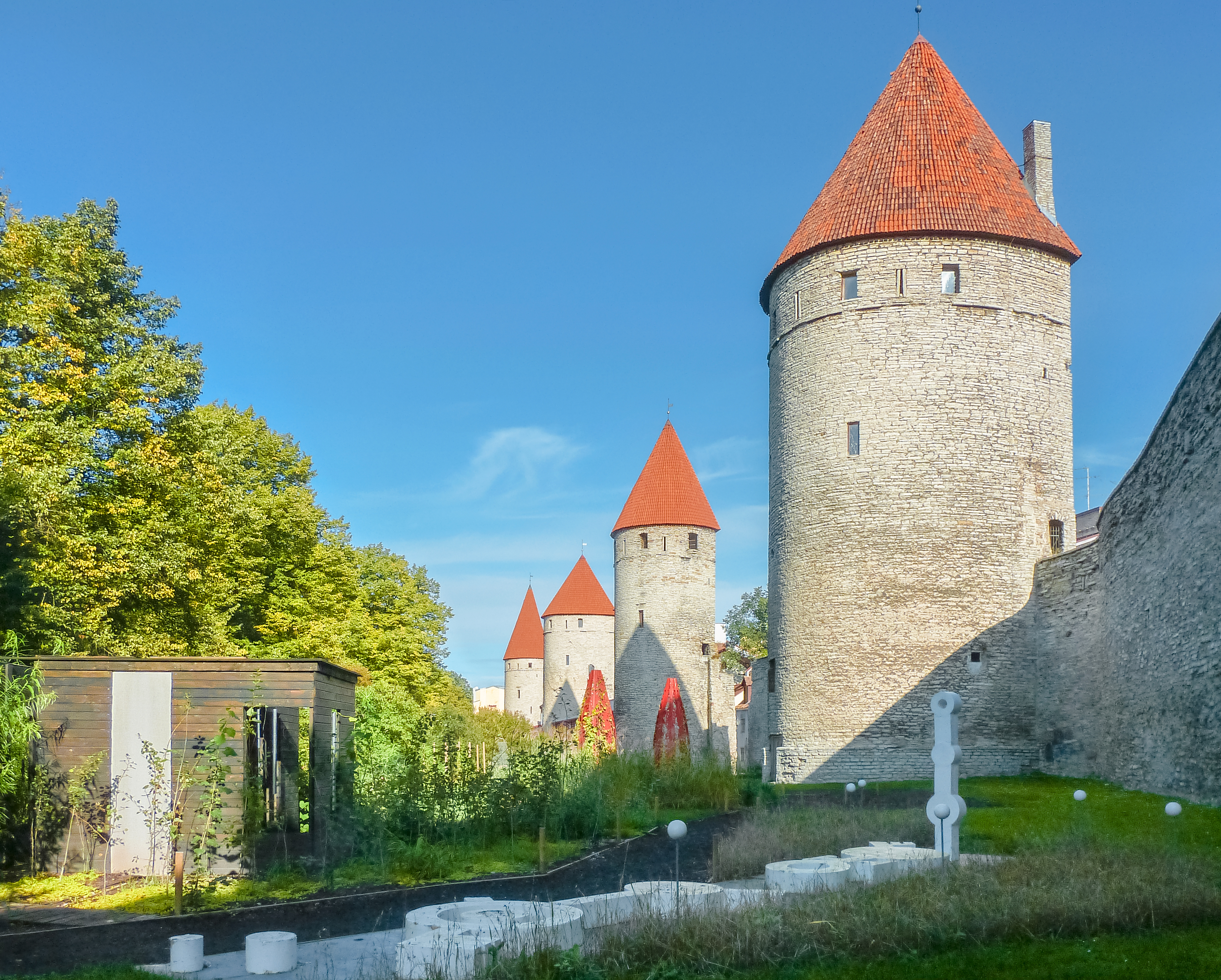
Mur d'enceinte de la vieille ville.
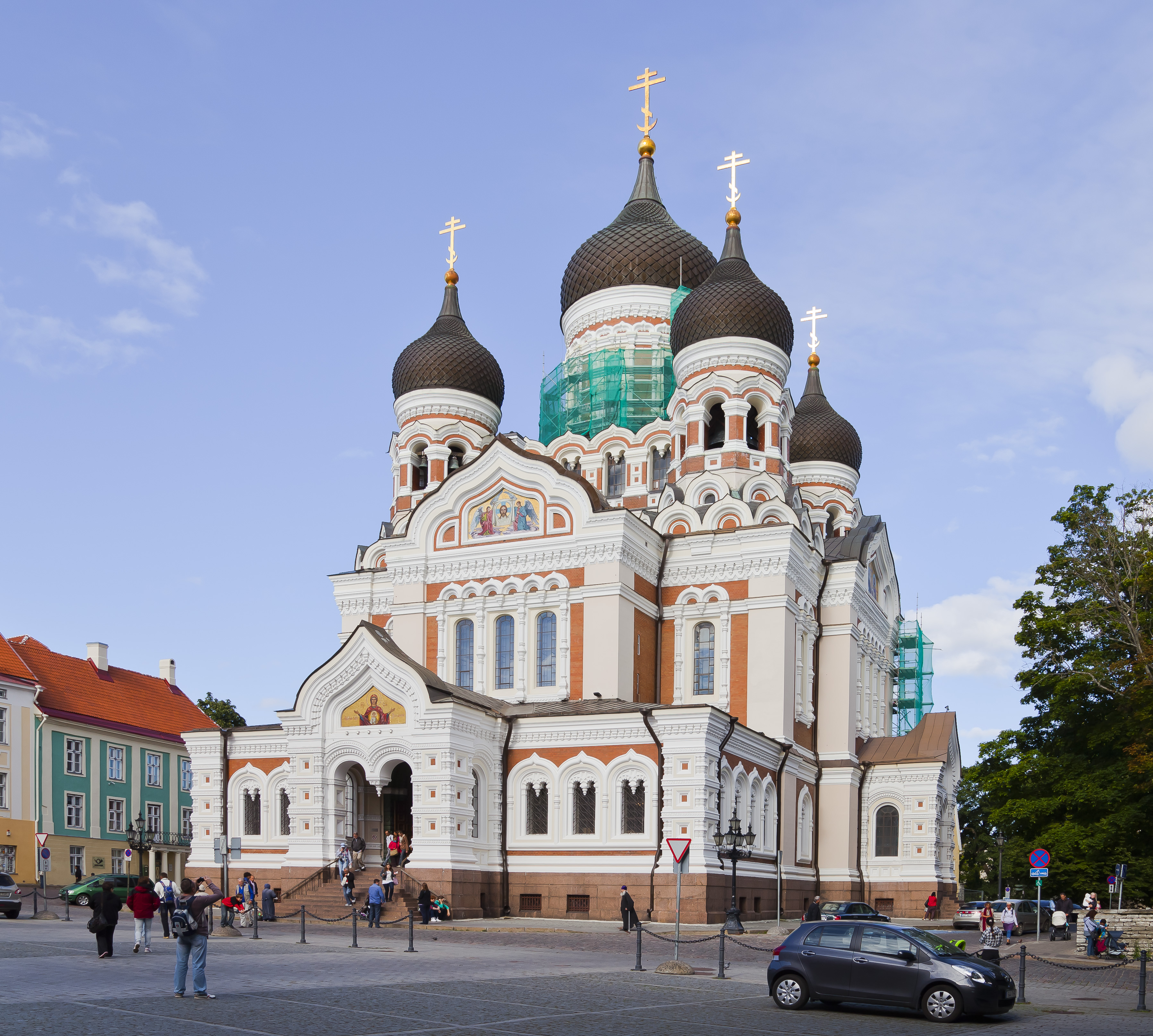
La cathédrale orthodoxe de Tallinn.
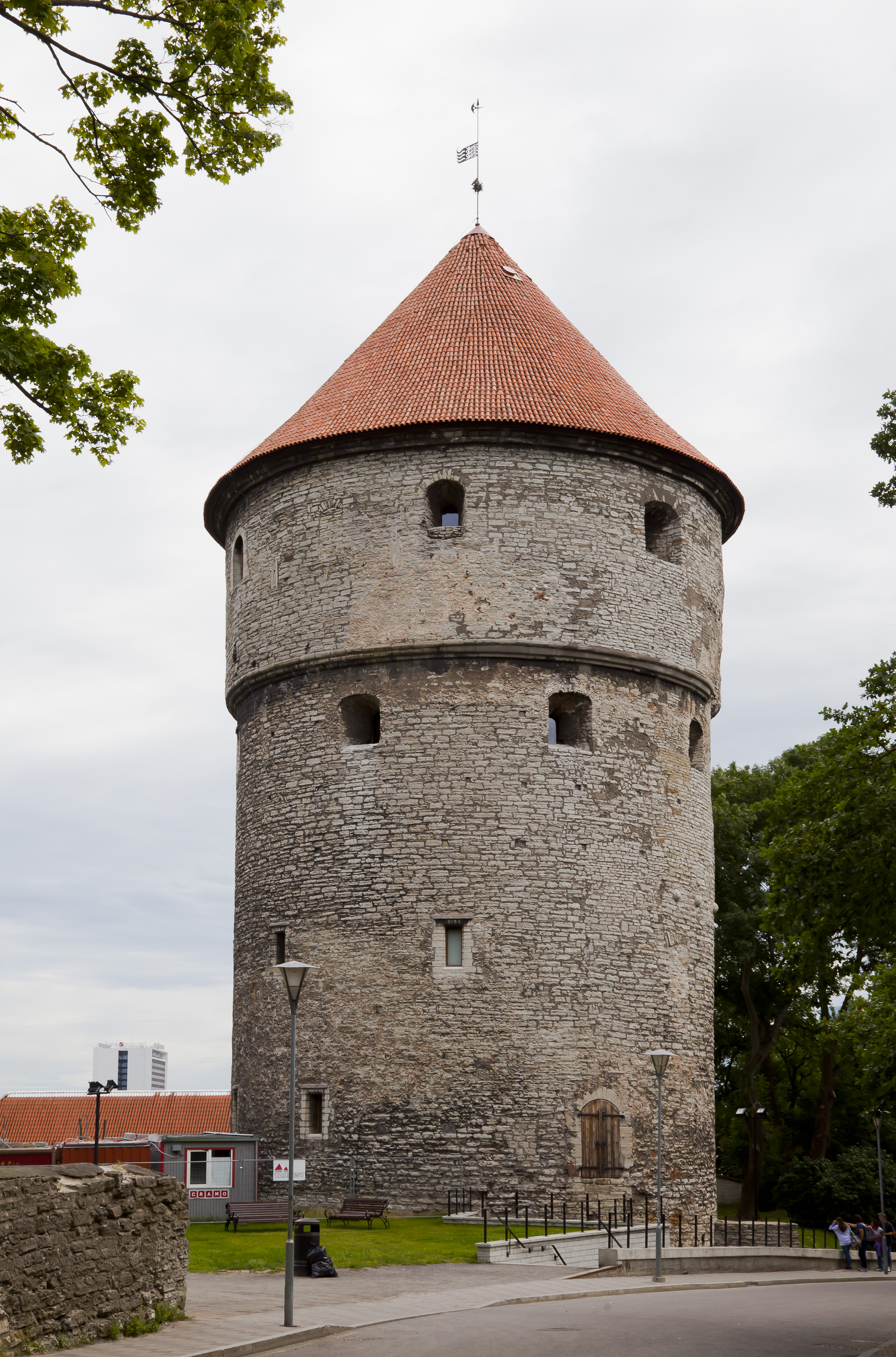
Tour Kiek in de Kok.
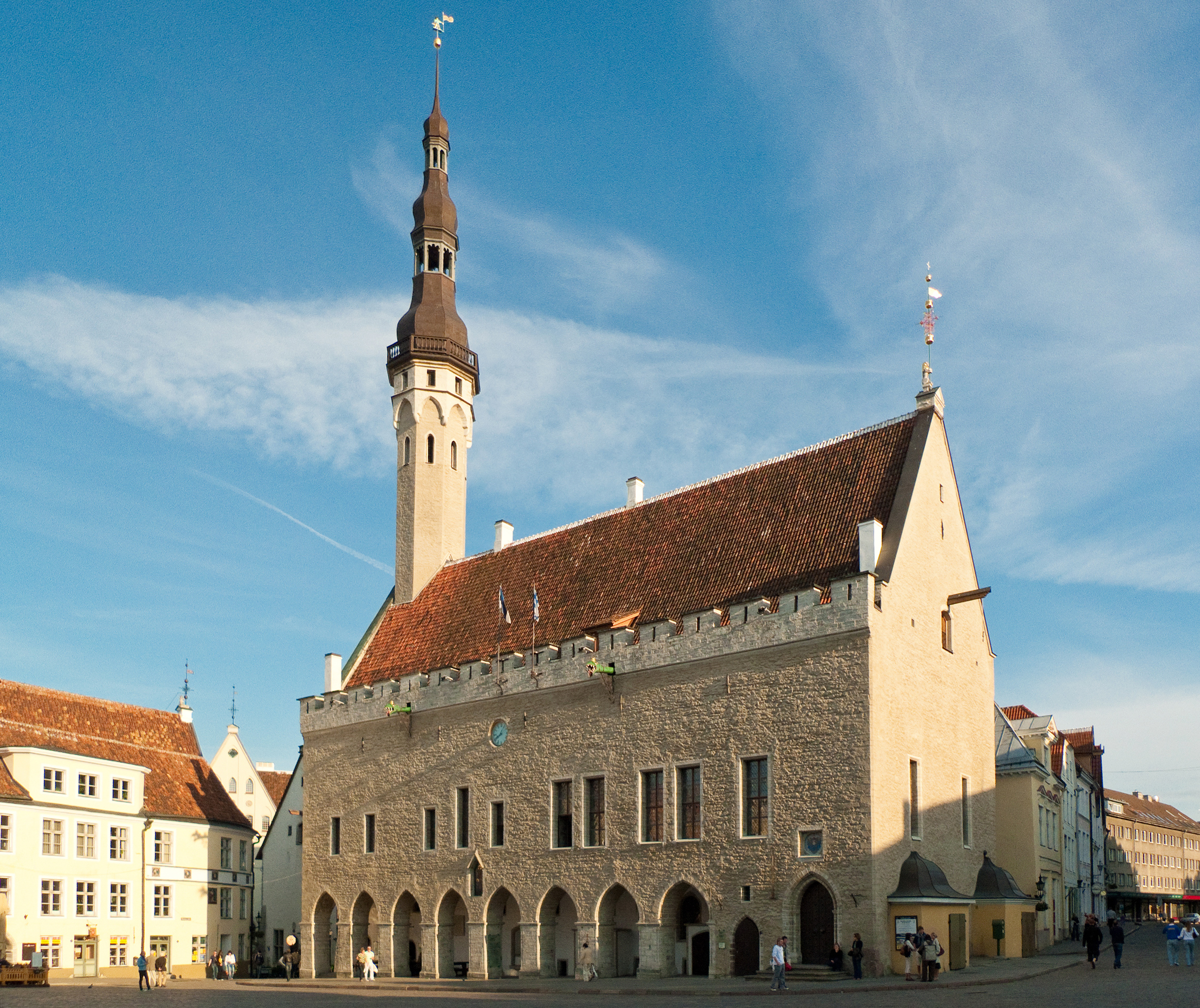
Hôtel de Ville.
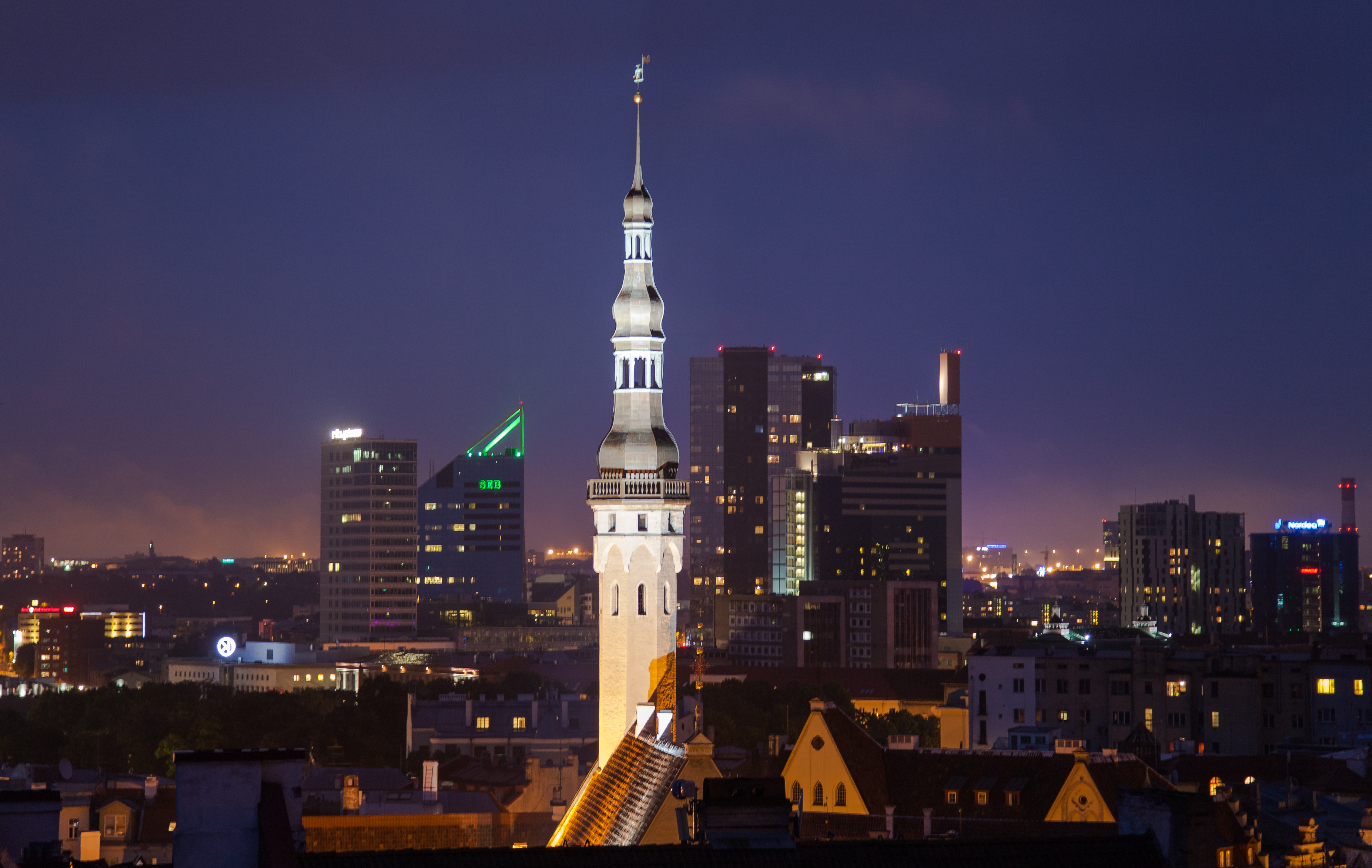
Vue de nuit de la mairie.
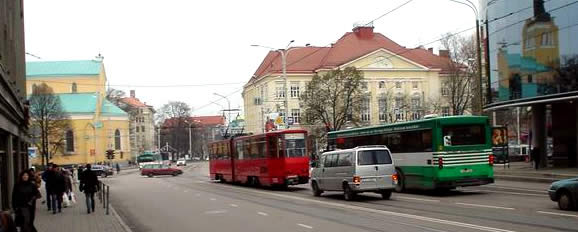
Centre-ville, un trolley-bus.

## Personnalités liées à la ville
- Hans Rissenberch ( - 1499), artisan orfèvre
- Famille Burchard, dynastie de pharmaciens et de médecins de Tallinn (1580-1911).
- Heinrich von Reimers (1768-1812), diplomate russe d'origine germano-balte.
- Thomas Johann Seebeck (1770-1831), physicien allemand d'origine germano-balte.
- Karl Wilhelm von Toll (1777-1842), général russe d'origine germano-balte.
- Alexandre von Benckendorff (1781-1844), général russe d'origine germano-balte.
- Otto von Kotzebue (1787-1846), navigateur russe d'origine allemande.
- Alexeï Lvov (1798-1870), compositeur et violoniste russe.
- Georg Dehio (1850-1932), historien d'art allemand.
- Otto Hermann (1878-1933), compositeur.
- Alfred Rosenberg (1893-1946), théoricien du parti nazi.
- Vera Poska-Grünthal (1898-1986), avocate et féministe
- Aleksander Klumberg (1899-1958), décathlonien, détenteur du premier record du monde officiel.
- Anna Adelaïde Abrahams (1905-1993), poétesse et espérantiste.
- Benita Kärt (1905-1993), poétesse et espérantiste estonienne.
- Ina Bandy (1903-1973), photographe humaniste, née à Tallinn.
- Joha Heiman (1911-1999), dite "Püpchen", compagne de Georges Brassens, née à Revel.
- Irene von Meyendorff (1916-2001), actrice allemande d'origine germano-balte.
- Anatoli Garšnek (1918-1998), compositeur.
- Jaan Kross (1920-2007), écrivain estonien.
- Ester Mägi (1922-2021), compositrice estonienne.
- Alexis II de Moscou (1929-2008), patriarche, né Ridiger.
- Lennart Meri (1929-2006), écrivain et ancien président de la république estonienne.
- Andreï Tarkovski (1932-1986), réalisateur russe qui a tourné en 1978 à Tallinn (quartier de Rotermann et centrale électrique) le film Stalker.
- Robert Gernhardt (1937-2006), écrivain et peintre allemand d'origine germano-balte.
- Jüri Tarmak (1946-2022), champion olympique du saut en hauteur en 1972, né à Tallinn.
- Siim Kallas (1948-), commissaire européen estonien.
- Olav Ehala (1950-), compositeur.
- Jaak Uudmäe (1954-), champion olympique de triple saut.
- Raivo Seppo (1973-), écrivain.
- Maarja Kangro (1973-), écrivaine estonienne, y est née.
- Lembe Lokk (1975-), chanteuse, musicienne et compositrice estonienne y est née.
- Kaja Kallas (1977-), femme politique estonienne, première ministre de l'Estonie et Vice-présidente de la Commission européenne affaires étrangères.
- Gert Jõeäär (1987-), coureur cycliste estonien membre de l'équipe Cofidis depuis 2013.